# Jour et Nuit
Pour les articles homonymes, voir Day and Night.
Ne doit pas être confondu avec Nuit et Jour.
Pour plus de détails, voir Fiche technique et Distribution.
Jour et Nuit (日日夜夜, Rì rì yè yè) est un film chinois de Wang Chao sorti en 2004.

## Synopsis
Le destin d'un mineur et de sa mine écartelé entre son succès, sa culpabilité à la suite de la mort de son maître, sa responsabilité envers le fils de son maître, et son propre besoin d'argent, de luxe et d'amour.

## Fiche technique
- Réalisation : Wang Chao
- Scénario et dialogues : Wang Chao
- Genre : drame
- Société de distribution : LCJ Éditions et Productions
- Pays d'origine :  Chine
- Dates de sortie :
  - France : 27 novembre 2004 (Festival des trois continents) ; 2 février 2005 (sortie nationale)
- Public : 10 ans et plus

## Distribution
- Liu Lei
- Wang Lan
- Xiao Ming

## Commentaires
- Ce film contient de nombreux plans fixes où seuls les personnages sont mobiles.
- Ce choix associé à celui des paysages et des couleurs le rend très poétique.
- L'histoire de la mine où se déroule l'essentiel du film est représentative de l'évolution récente de la Chine.

## Distinctions
- Festival des trois continents 2004 : Montgolfière d'or, Prix de la ville de Nantes et Prix du Jury jeune